# Laminadora pantógrafo
Se denomina Laminadora pantógrafo a la prensa de madera que permite adoptar formas curvas y de secciones variables (indentadas).
Tiene la característica de desplazarse mientras la pieza que está formando permanece fija.
Ventajas
- Permiten elaborar grandes estructuras en Glulam.
- Generalmente son transportables.
- Las piezas de grandes dimensiones se pueden producir in situ, evitando su transporte a veces conflictivo.
- Las formas de curvas y piezas armónicamente logradas obtienen los parámetros de diversos tableros de comandos o de computadoras a través del  puerto serial.

Son utilizadas fundamentalmente en Austria y Finlandia.
- Datos: Q5969727